# Fisker EMotion
La Fisker EMotion est un projet de voiture électrique sportive et haut de gamme du constructeur automobile américain Fisker Inc. qui devrait être produit à partir de 2023. C'est la seconde voiture réalisée par Henrik Fisker, qui en 2011 avait produit la Fisker Karma avec Fisker Automotive. Sa production en série a été reportée à une date ultérieure

## Présentation
Dévoilée le 17 août 2017, avant une présentation détaillée au Consumer Electronics Show de Las Vegas le 9 janvier 2018, la Fisker EMotion est une berline électrique premium proposant 640 km d'autonomie (400 miles) et une vitesse maximale de 260 km/h. Elle sera commercialisée en priorité aux États-Unis où elle sera produite, et au Canada, avant un lancement commercial mondial.  Elle est la concurrente directe de la Tesla Model S et de la Lucid Air.
EMotion où le "E" majuscule symbolise l'énergie électrique qui la propulse et le mot "Motion" pour le "Mouvement" (en anglais). Selon Henrik Fisker, l'EMotion est le "successeur spirituel" de la Fisker Karma.

## Caractéristiques
Contrairement à la Karma qui est un véhicule électrique à prolongateur d'autonomie, c'est-à-dire mue par 2 moteurs électriques alimentés par un moteur essence (4-cylindres de 2 litres Ecotec), la Fisker EMotion est un véhicule totalement électrique dont les quatre moteurs sont alimentés par une batterie. Elle bénéficie ainsi d'une transmission intégrale et d'une puissance de 780 ch lui permettant d'atteindre les 100 km/h en 3 secondes et de la conduite autonome.
Son châssis est une structure composite en fibre de carbone et aluminium. L'EMotion est équipée de portes « papillon » (Butterfly Fisker) avant et arrière, en réponse au Tesla Model X avec ses portes arrière dites faucon. Elle est disponible en 4 ou 5 places au choix et reçoit des jantes de 24" de série.
Initialement, sa batterie, fournit par LG Chem, devait être produite par Fisker Nanotech et utiliser une nouvelle technologie à l'aide de graphène. Mais finalement, la batterie sera bien fournie par LG Chem et elle sera à base de lithium, à électrolyte solide et non liquide. L'utilisation de graphène et la collaboration avec Nanotech est reportée, mais pas abandonnée.